# میهمان شهرسلطانیه
میهمان شهرسلطانیه، روستایی از توابع بخش مرکزی شهرستان سلطانیه شهرستان شهرستان در استان زنجان ایران است.

## جمعیت
این روستا در دهستان سلطانیه قرار دارد و براساس سرشماری مرکز آمار ایران در سال ۱۳۸۵، جمعیت آن ۲۸ نفر (۱۰خانوار) بوده‌است.